# Cộng đồng furry

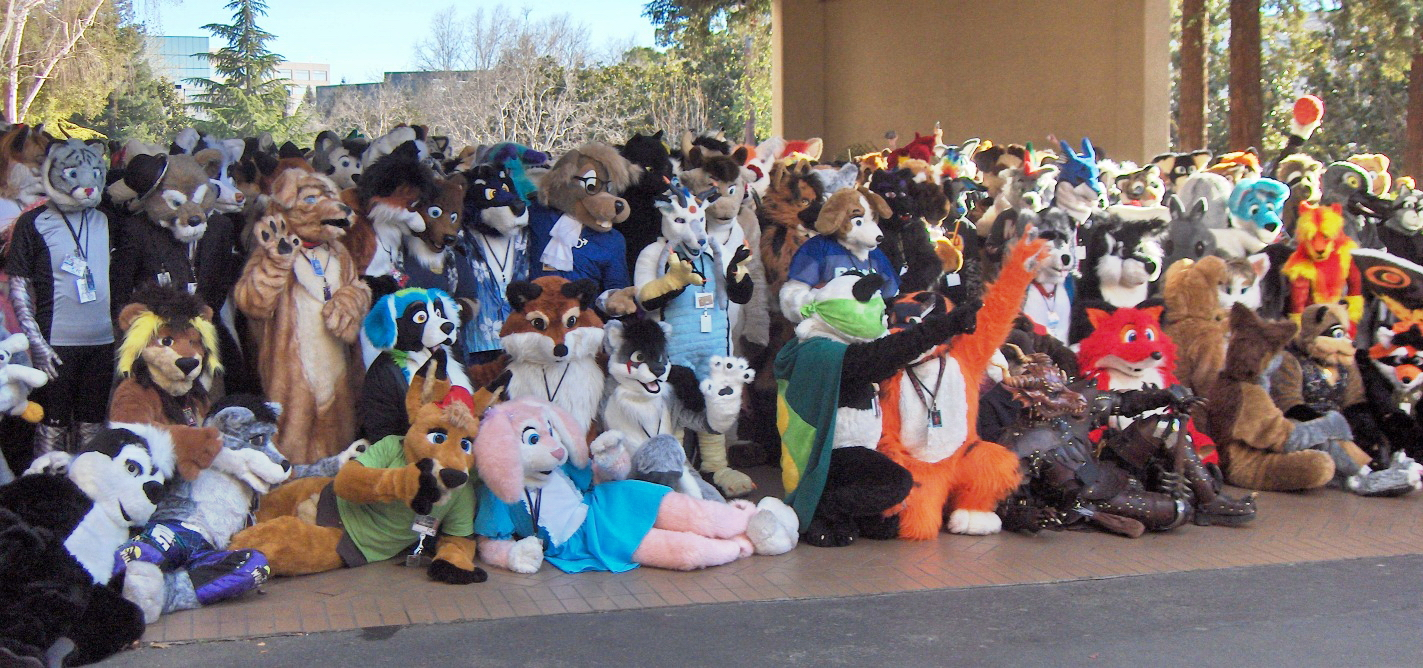
Ảnh chụp tập thể của các Furry sau khi diễn hành tại hội nghị Further Confusion 2007

Cộng đồng hâm mộ furry là một nhóm tiểu văn hóa trải rộng toàn cầu, trong đó hướng sự quan tâm đến các nhân vật Động vật hình người (như trong thuyết hư cấu, v.v.) với những tính cách và đặc điểm gần giống con người, nói chung là các động vật nhân hoá. Một Furry là một người yêu thích khái niệm động vật nhân cách hóa kể trên. Cụm từ cộng đồng furry còn có thể dùng để chỉ đến những người tham gia trực thuộc trên Internet và tại các Hội nghị Furry (Furry Conventions).

## Lịch sử
Theo lời kể của Fred Patten - 1 người có thâm niên lâu năm trong Furry Fandom, khái niệm về Furry có nguồn gốc từ 1 Hội nghị Khoa học Viễn tưởng vào năm 1980, khi 1 nhân vật vẽ bởi Steven Gallacci Albedo Anthropomorphics đã bắt đầu 1 cuộc thảo luận về nhân vật Anthropomorphics trong Tiểu thuyết Khoa học Viễn tưởng. Điều đó đã dẫn tới sự hình thành của các nhóm thảo luận tại các lễ hội chuyên về Khoa học Viễn tưởng và Truyện tranh. (Science Fiction Conventions và Comics Conventions)
Cụm từ cụ thể Furry Fandom đã được sử dụng trong các Tạp chí vào đầu những năm 1983 và đã trở thành tên gọi chính thức, tiêu chuẩn cho thể loại này vào những năm thập niên 1990, được định nghĩa là "Sự đánh giá tổ chức và phổ biến về nghệ thuật, văn xuôi về "Furry", hay còn gọi là các nhân vật hư cấu mang đặc điểm của Động vật có vú". Tuy nhiên, các fan hâm mộ đã có nhận thức về nguồn gốc Fandom sớm hơn nhiều qua các tác phẩm hư cấu như Kimba, The White Lion (1965), tiểu thuyết Watership Down của Richard Adams (1972, được chuyển thể thành phim năm 1978) cũng như Robin Hood của Disney dưới 1 ví dụ trích dẫn. Các cuộc thảo luận trên Internet vào những năm 1990 đã nêu sự khác biệt giữa fan "Funny Animal" với fan hâm mộ nhân vật Furry nhằm tránh các quan niệm được kết hợp với thuật ngữ "Furry".
Furry Fandom là cộng đồng nơi mà nam giới chiếm phần lớn, theo các cuộc điều tra báo cáo thì khoảng 80% người được hỏi đều là nam.

## Hoạt động
Các Furry đều có những nhân vật động vật đại diện cho chính tính cách của mình, để thể hiện con người thật và mong muốn của bản thân, thường được thiết kế theo cách mình muốn, màu sắc và loài vật, gọi là các Thú Cách (Tiếng Anh: Fursona, là ghép giữa hai cụm từ "Furry"(động vật) và "Personality"(nhân cách).

### Bộ đồ thú (Fursuit)

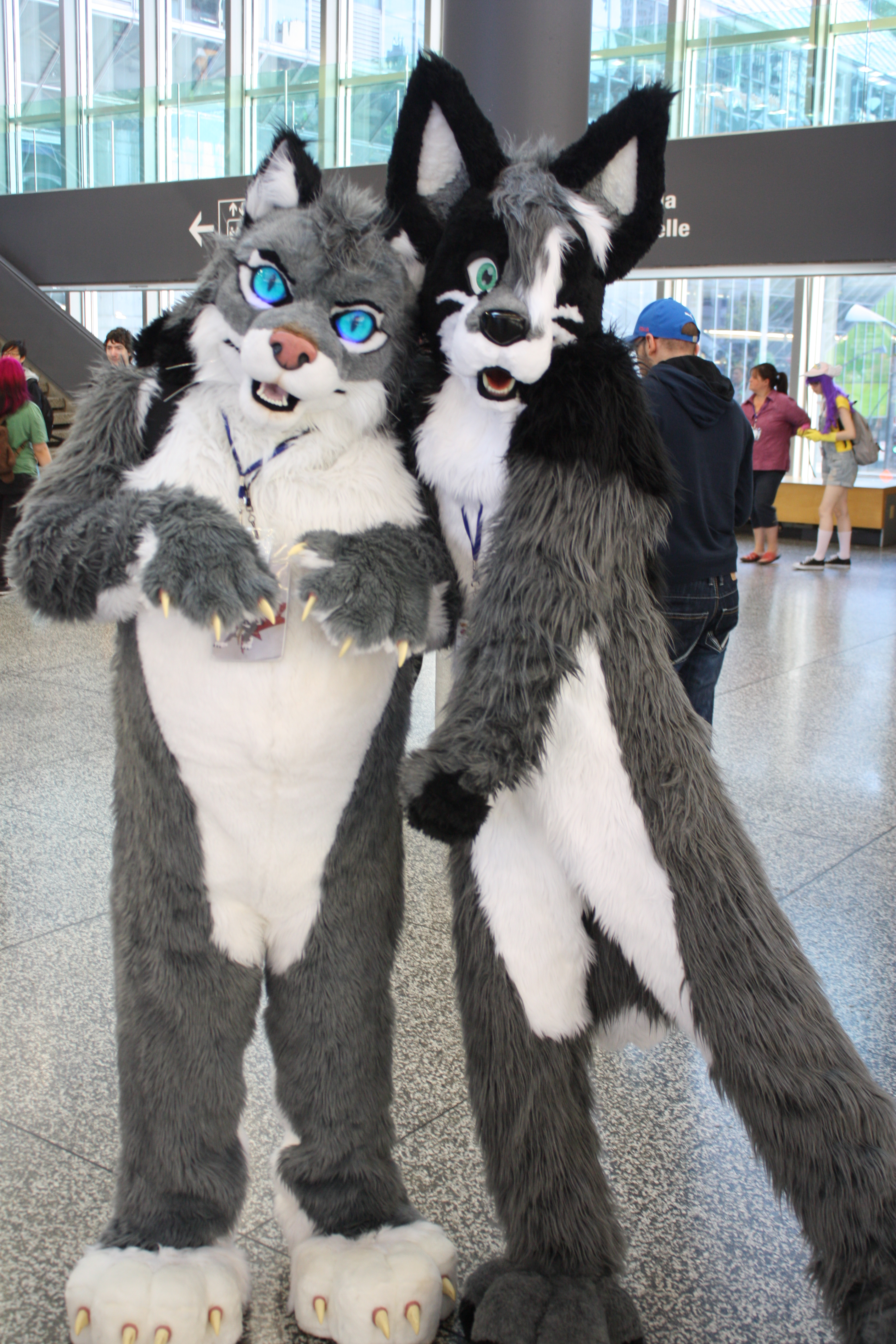
Hai Furry Fan đang mặc bộ đồ thú

Bộ đồ lông thú (Tiếng Anh: Fursuit) thường được làm gia công cho các furry, thường rất phức tạp và kỳ công hơn bộ đồ Linh vật, thường được đặt làm riêng và giá tiền có thể tốn từ 200$ trở lên, tùy vào chất lượng và chi tiết. Các bộ đồ lông thú hiếm khi được làm bằng lông thú thật, thường chỉ được làm bằng sợi lông nhân tạo.

### Hội nghị (Furry Convention, Fur Con)

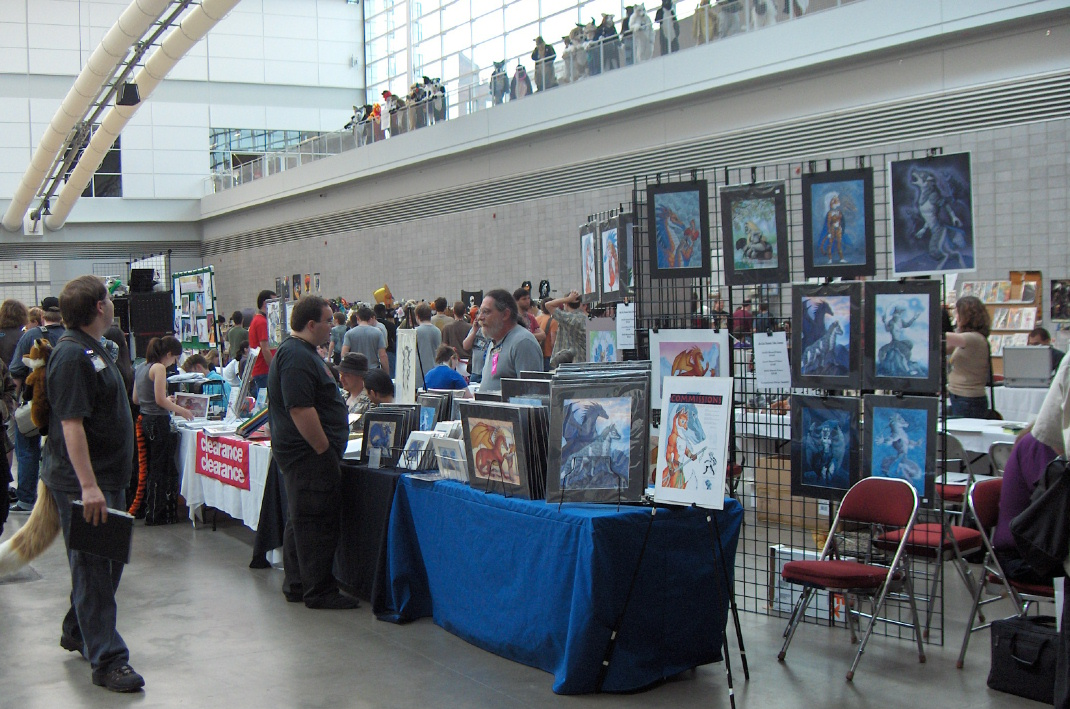
Khu bán và quảng cáo sản phẩm trong hội nghị Furry Anthrocon 2006

Hàng năm, các Furry Fan đều tụ họp ở các hội nghị với chủ đề giới fan Furry được tổ chức khắp nơi trên thế giới, nơi các Furry thực hiện xã giao, kết bạn, khoe nhân vật, trao đổi và mua bán hàng hoá tự làm và các thứ liên quan tới giới fan như Truyện tranh, sản phẩm thủ công, phụ kiện cho bộ đồ thú, tranh nghệ thuật Furry,...
Các Furry thường mặc bộ đồ thú tới các hội nghị, thường là về nhân vật Furry riêng do mình tạo ra hoặc về Thú Cách của mình. Cho dù rất nhiều người mặc bộ đồ thú ở các hội nghị fan nhưng theo thống kê cũng chỉ có 15% số Furry sở hữu các bộ đồ lông thú.
Furcon đầu tiên trên thế giới là Con Furence (1989-2003) tại Costa Mesa, CA(Mĩ)
Các furcon nổi tiếng trong khu vực Đông Nam Á và thế giới như: Midwest Fur Fest (MFF), Anthrocon (Mỹ);Furry Meeting of Japan (JMOF), Kemoket (Nhật Bản); Fursquare, Morph Parade (Thái Lan); FurryPinas (Philipine)....

### Furry Art
Furry Art là các bức vẽ về chủ đề Furry, thường cầu kỳ, mang tính nghệ thuật và do các họa sĩ Furry trên Internet vẽ. Các Furry thường hay đặt mua các bức Furry Art trên mạng theo yêu cầu chủ đề của bản thân (Commision), đặt mua với các họa sĩ Furry khác, thường là về nhân vật Thú Cách (Fursona) của chính mình.

## Từ lóng
Trong Furry Fandom có những từ lóng riêng để nói giữa các thành viên với nhau:
Greymuzzle (Mõm Xám): Thành viên lâu năm hoặc nhiều tuổi trong Fandom.
Fursona (Thú Cách): Nhân vật gốc (oc) thể hiện được tính cách, nét đặc trưng của người tạo ra nó.
Yiff: Quan hệ tình dục.
Murrsuit: Bộ đồ thú được thiết kế để hoặc đã được dùng cho quan hệ tình dục.
Popufur: Một Furry nổi tiếng.
Newfur: Một Furry mới vào fandom

## Sự hiểu lầm
Furry Fandom thường bị mang tiếng xấu vì lượng tranh vẽ khiêu dâm với chủ đề động vật, và các đoạn quay tình dục trong bộ đồ thú, tuy đây chỉ là một phần nhỏ trong Fandom nhưng với sự phóng đại và thông tin sai lệch của truyền thông và báo chí, cùng với đó, phần lớn các thành viên trong Furry Fandom đều thuộc cộng đồng LGBT, giới fan này thường bị hiểu lầm là một dạng lệch lạc tình dục hay là những người có ham muốn tình dục với động vật.

## Liên kết chính thức
- Cộng đồng furry trên DMOZ
- Adult furry sites trên DMOZ